# Minilimosina sitka
Minilimosina sitka är en tvåvingeart som beskrevs av Marshall och Winchester 1999. Minilimosina sitka ingår i släktet Minilimosina och familjen hoppflugor. Inga underarter finns listade i Catalogue of Life.